# Чемпіонат Європи з боксу 1996
XXXI Чемпіонат Європи з боксу (чоловіків) відбувся 30 березня — 7 квітня 1996 року в місті Вайле у Данії.
Україну представляли: Олег Кирюхін, Сергій Ковганко, Андрій Гончар, Євген Шестаков, Володимир Колесник, Олександр Остапчук, Сергій Дзиндзирук, Сергій Городнічов, Віталій Копитко, Ростислав Зауличний, Олег Бєліков, Володимир Кличко.

## Медалісти
| Категорія:                           | Золото:          | Срібло:              | Бронза:                                |
| Перша найлегша вага (до 48 кг)       | Данієль Петров   | Олег Кирюхін         | Сабін Борней Рафаель Лосано            |
| Найлегша вага (до 51 кг)             | Альберт Пакеєв   | Юліян Строгов        | Демаєн Келлі Сергій Ковганко           |
| Легша вага (до 54 кг)                | Іштван Ковач     | Раїмкуль Малахбеков  | Александр Христов Йон Ларбі            |
| Напівлегка вага (до 57 кг)           | Рамаз Паліані    | Серафім Тодоров      | Скотт Гаррісон Девід Берк              |
| Легка вага (до 60 кг)                | Леонард Дорофтей | Тончо Тончев         | Вахдеттін Ішсевер Крістіан Джантомассі |
| Перша напівсередня вага (до 63.5 кг) | Октай Уркал      | Нурхан Сулейман-огли | Радослав Суслеков Сергій Биковський    |
| Напівсередня вага (до 67 кг)         | Хасан Ал         | Мар'ян Сіміон        | Сергій Дзиндзирук Олег Саїтов          |
| Перша середня вага (до 71 кг)        | Франциск Ваштаг  | Маркус Беєр          | Павол Полакович Дьйордь Міжеї          |
| Середня вага (до 75 кг)              | Свен Оттке       | Жолт Ердеї           | Жан-Поль Менді Олександр Лебзяк        |
| Напівважка вага (до 81 кг)           | П'єтро Ауріно    | Жан-Луї Манден       | Дмитро Виборнов Юсуф Озтюрк            |
| Важка вага (до 91 кг)                | Луан Краснікі    | Крістоф Менді        | Войцех Бартнік Квамена Турксон         |
| Надважка вага (вище 91 кг)           | Олексій Лезін    | Володимир Кличко     | Рене Монсе Аттіла Левін                |

## Медальний залік
| Медальний залік |           |        |        |        |       |
| Місце           | Держава   | Золото | Срібло | Бронза | Разом |
| 1               | Німеччина | 3      | 2      | 1      | 6     |
| 2               | Росія     | 3      | 0      | 3      | 6     |
| 3               | Румунія   | 2      | 1      | 1      | 4     |
| 4               | Болгарія  | 1      | 3      | 2      | 6     |
| 5               | Туреччина | 1      | 1      | 2      | 4     |
| 6               | Італія    | 1      | 0      | 1      | 2     |
| 7               | Данія     | 1      | 0      | 0      | 1     |
| 8               | Україна   | 0      | 2      | 2      | 4     |
| 9               | Франція   | 0      | 2      | 1      | 3     |
| 10              | Угорщина  | 0      | 1      | 1      | 2     |
| 11              | Швеція    | 0      | 0      | 3      | 3     |
| 12              | Білорусь  | 0      | 0      | 1      | 1     |
| 12              | Чехія     | 0      | 0      | 1      | 1     |
| 12              | Англія    | 0      | 0      | 1      | 1     |
| 12              | Ірландія  | 0      | 0      | 1      | 1     |
| 12              | Польща    | 0      | 0      | 1      | 1     |
| 12              | Шотландія | 0      | 0      | 1      | 1     |
| 12              | Іспанія   | 0      | 0      | 1      | 1     |
| Разом           | 18 держав | 12     | 12     | 24     | 48    |